# Otto Pérez Molina

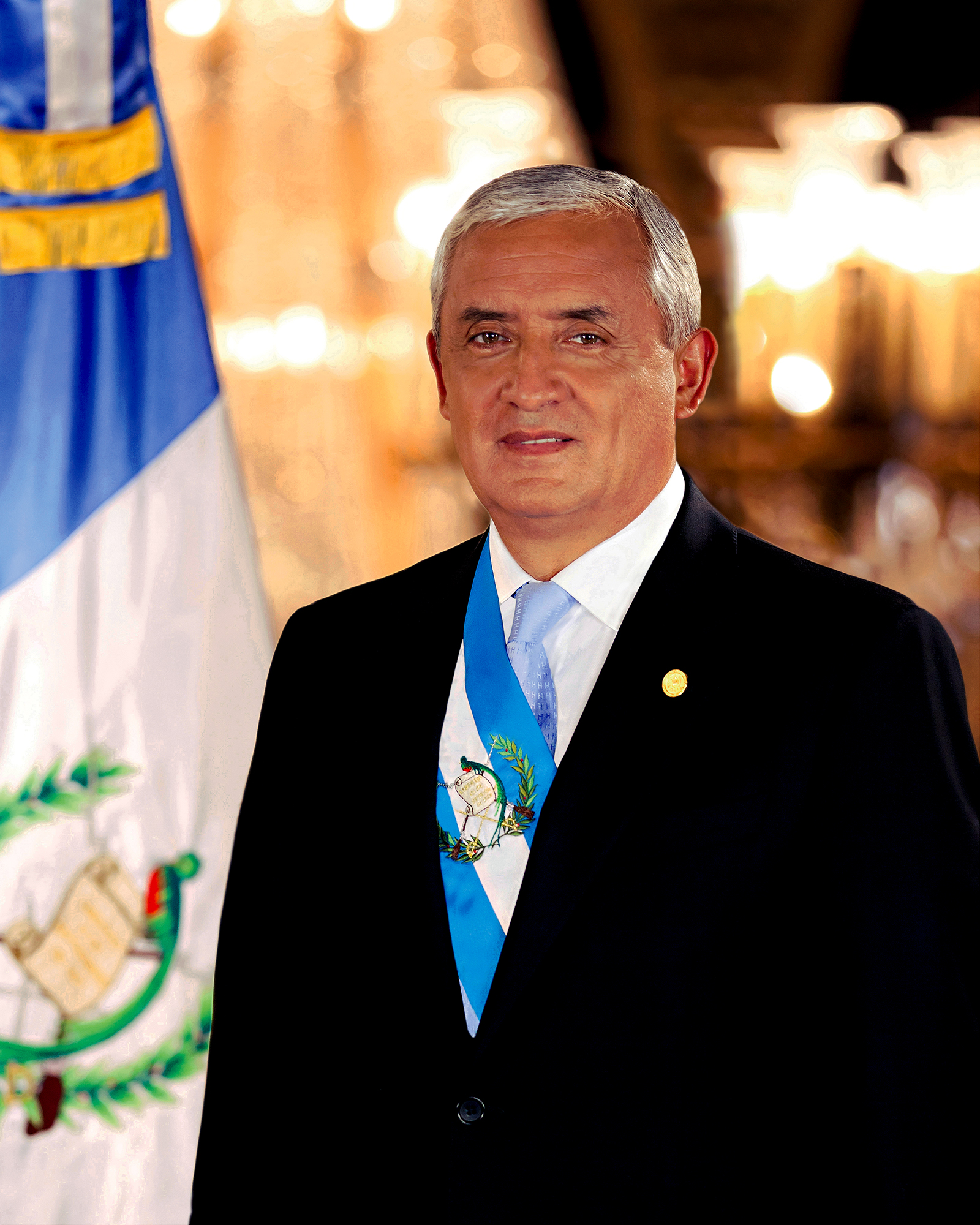
Otto Pérez Molina, 2012

Otto Pérez Molina, född 1 december 1950 i Guatemala City, är en guatemalansk politiker tillhörande Patriotiska partiet och före detta general. Han var landets president från januari 2012 till september 2015.
Molina betraktas som ansvarig för flera massakrer under landets inbördeskrig. Han var även ledare av Guatemalas underrättelsetjänst. 1996 var han den enda personen från landets militär som undertecknade ett fredsfördrag med upprorsledarna.
I samband med presidentvalet 2007 lovade han att använda militären och polisen mot den ökade brottsligheten. Han är även en förespråkare av dödsstraffet.